# HMS Effingham (D98)
Le HMS Effingham est un croiseur lourd de classe Hawkins construit pour la Royal Navy à la fin de la Première Guerre mondiale. Il fut le seul navire nommé après l'amiral Howard d'Effingham, commandant-en-chef de la flotte anglaise ayant vaincu l'Armada espagnole en 1587.
Il est mis sur cale en avril 1917 à l'arsenal de Portsmouth est lancé le 8 juin 1921, et entre en service en juillet 1925.

## Historique
L’Effingham, après avoir été le navire-amiral de la 4e escadre de croiseurs des Indes orientales jusqu'en 1932, revint en métropole, et fut mis en réserve. Intensivement modernisé en 1937, il fut transformé en croiseur léger et sa silhouette changea radicalement. Ses deux cheminées furent tronquées en une seule, il reçut 9 pièces de 152 mm (au lieu des 190 mm d'origine) sous masques dont les trois premières étaient superposées sur des passerelles étagées, une configuration reprise sur les Dido ultérieurs. Il reçut une DCA plus puissante et une installation de bulges (renforcement de la coque).

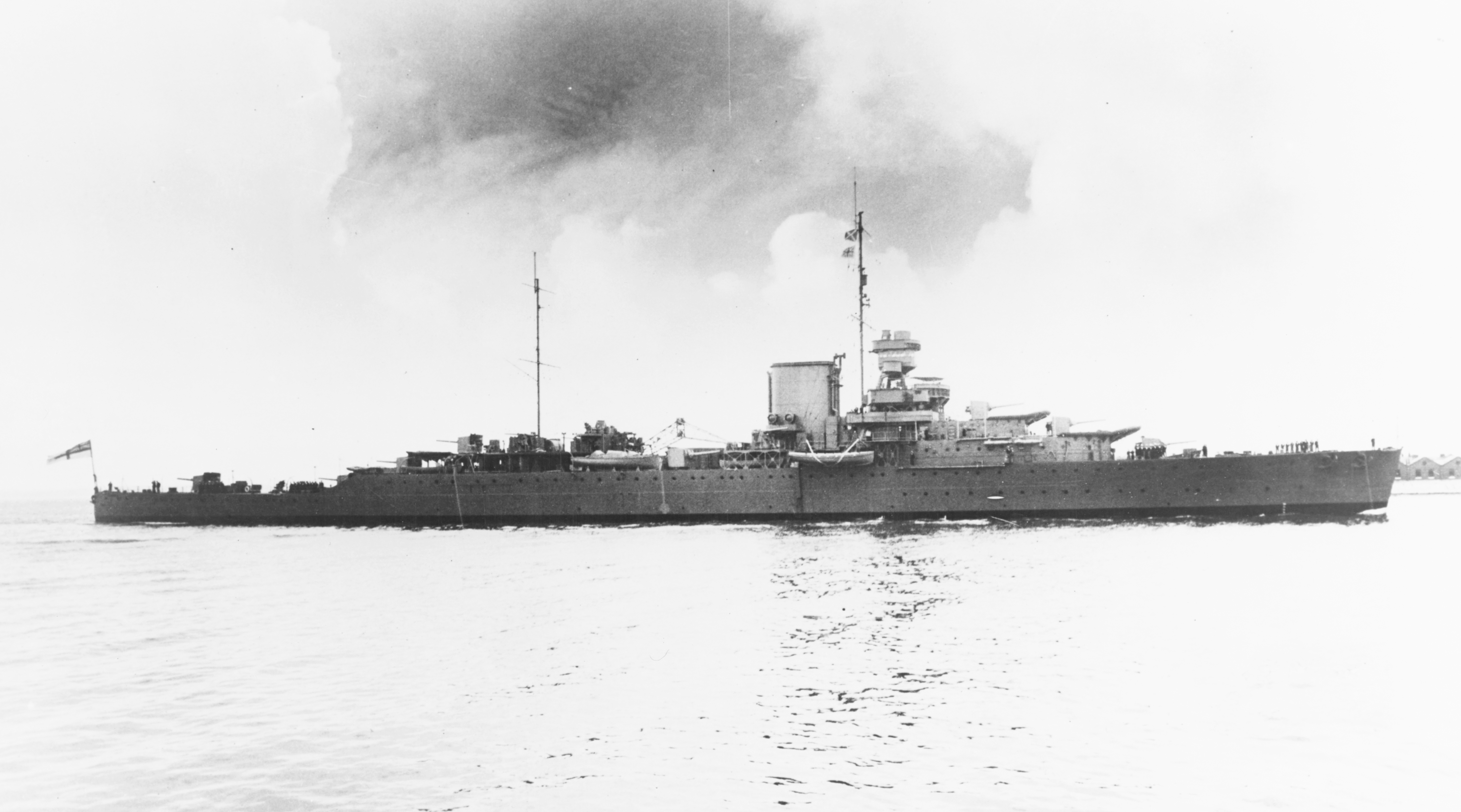
LEffingham après sa modernisation en 1938.

La situation internationale se dégradant, il fut réactivé, conduit au chantier pour refonte, et en 1939, il était opérationnel de nouveau. Il transporta deux millions de Livres d'or de la banque d’Angleterre en Nouvelle-Écosse, puis rejoignit les groupes de chasse déployés contre les raiders Allemands dans l’Atlantique.
Puis il fut envoyé en Norvège pour y assister les troupes, fournissant un appui-feu aux opérations. Torpillé par l’U-38 en avril 1940, il survécut et après des réparations sommaires, il était de retour en mai, combattant notamment à Narvik. C’est dans ce fjord qu’il heurta le 18 mai, en pleine course et de nuit, un rocher à fleur d’eau, à la suite d’un funeste trait de marqueur noir de la route tracée par l’opérateur des cartes, si large qu’il faisait disparaître ledit rocher... Totalement enfoncée, la coque fit eau de toutes parts, et les machines furent vite submergées. Privé d’énergie et à la merci de l’ennemi, il fut canonné quatre jours plus tard par le destroyer HMS Matabele, et son épave abandonnée. Elle fut en partie démantelé après la guerre.